# Nefertiabet
Nefertiabet je bila princeza drevnoga Egipta, a živjela je tijekom 4. dinastije. Bila je kći faraona Kufua i nepoznate kraljice, unuka faraona Snofrua te sestra ili polusestra faraona Džedefre i polusestra faraona Kafre. Pokopana je u mastabi G 1225 u Gizi, gdje se nalaze slavne piramide. Njezin naslov — "kraljeva kći" — označava njezino kraljevsko podrijetlo.

## Etimologija
| nfr · t | R15 · t |

Ime princeze Nefertiabet može se prevesti kao "lijepa Iabet". Iabet je božica istoka. U egipatskoj mitologiji, Iabet je božica koja pere Raa, boga Sunca. S druge pak strane, moguće je da Nefertiabet znači "lijepa od istoka" (Iabet nije samo ime božice, već i riječ za "istok").

## Stela
Danas se u muzeju Louvreu u Parizu čuva Nefertiabetina stela koja prikazuje samu princezu odjevenu kao svećenicu. Prikazana je dok sjedi na stolcu, s lijepom crnom perikom te gleda desno, gdje je prikazan stol prepun žrtvi koje je prinijela. Odjevena u leopardovu kožu, princeza liči na božicu pisanja Sešat. Stelu su oslikali najbolji umjetnici toga vremena, jer je bila kći kralja.
| Nefertiabetina stela, Louvre | Božica Sešat, prikazana zbog usporedbe s Nefertiabet |